# Quintadena
La quintadena è un particolare registro dell'organo, il cui nome deriva dal latino quintam tenens.

## Struttura
La quintadena è un registro ad anima costituito da un flauto tappato da 16', 8' o 4', generalmente realizzato in metallo. Caratteristica principale di questo registro è quella di produrre, unitamente al suono di base, anche l'armonico della quinta. La bocca delle canne della quintadena è molto bassa, l'anima è dotata di una doppia dentatura molto fine e i due labbri sono perfettamente allineati.
Questo registro è spesso presente negli organi tedeschi e del nord Europa, mentre negli organi italiani è abbastanza raro.
È anche conosciuto con il nome di quintante.